# Piëmontees (rund)

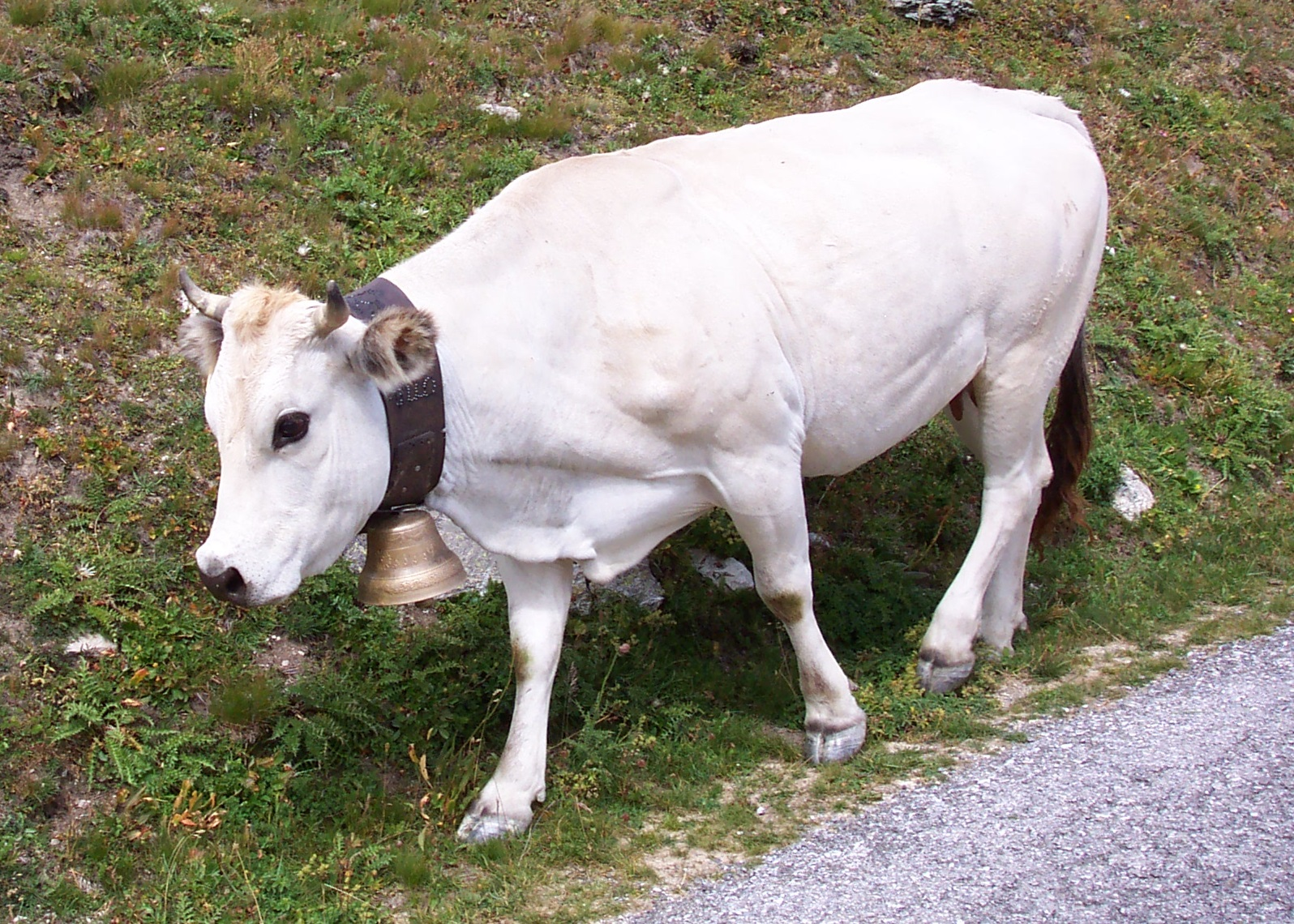
Een rund van het Piëmontese ras.

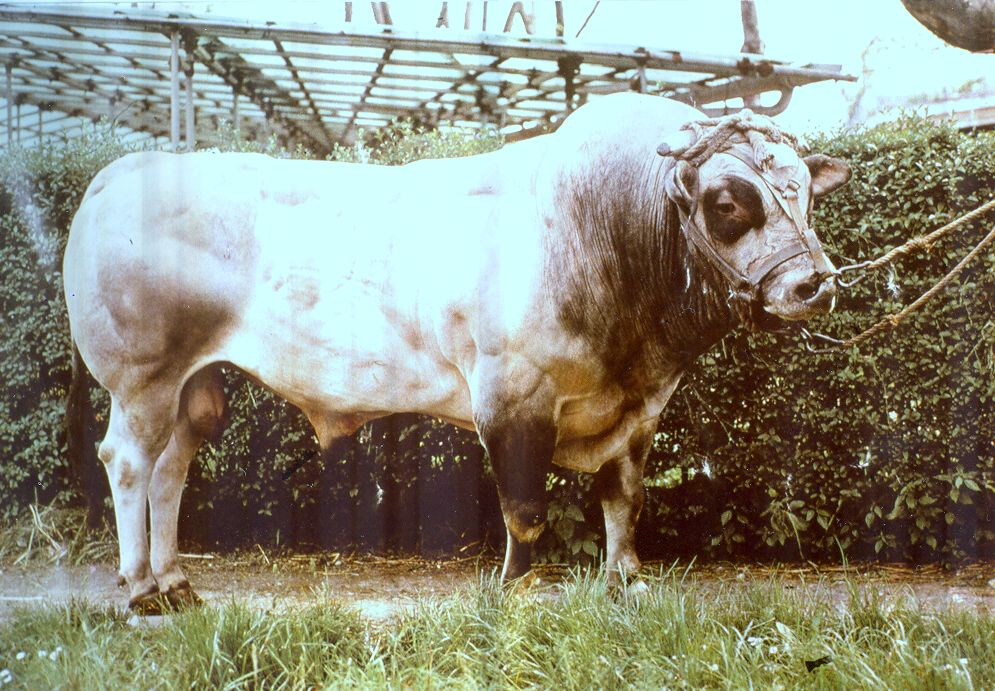
Historische foto van een stier

Een piëmontees is een vleestypisch rundveeras dat zijn oorsprong vindt in het Italiaanse gewest Piëmont. Het ras staat bekend om het feit dat kalveren via de natuurlijke weg ter wereld kunnen komen, iets wat bij enkele andere vleestypische rundveerassen niet altijd kan. Deze natuurlijke bevalling komt door een gen dat ervoor zorgt dat de extra aanzet van spieren bij het kalf pas plaatsvindt na de geboorte. Van oorsprong is het Piëmontese ras een werkras dat bedoeld was om voor de kar of voor de ploeg gespannen te worden.

## Kenmerken
De dieren van dit ras zijn grijswit met zwarte oogwimpers, staartkwast, klauwen en punten van de hoorns. De kalveren worden niet grijswit geboren maar lichtbruin, na vier maanden verandert dit bruine haarkleed in het grijswit zoals bij volwassen dieren. De dieren zijn rustig van karakter en kunnen vanwege het gemakkelijke afkalven lang mee, in Italië is 42% van de dieren ouder dan negen jaar.

## Problemen
Het Piëmontese ras beschikt over het zogenaamde dikbillen gen, net als bijvoorbeeld het Belgisch Witblauw ras. Doordat, voornamelijk in Italië, fokkers zijn gaan fokken op meer bespierdheid, worden de kalveren steeds gespierder voordat ze geboren zijn. Dit heeft weer als gevolg dat er steeds meer kalveren per keizersnee ter wereld gebracht moeten worden en dus dat een van de rastypische eigenschappen, de gemakkelijke geboorte, verloren gaat. Daarnaast wegen de extra opbrengsten vaak niet op tegen de extra kosten die een keizersnede met zich meebrengt en tegen de verkorte productieduur van de moederdieren. Hierom zijn er plannen gemaakt om te fokken op geboortegemak.